# Clara von Wille
Clara von Wille, auch Klara von Wille, Geburtsname Clara Maria Alexandra von Böttcher (* 1838 in Düsseldorf; † 15. März 1883 ebenda), war eine deutsche Tiermalerin der Düsseldorfer Schule.

## Leben
Von Wille wurde als letzte von vier Töchtern des königlich preußischen Husaren-Majors Carl Friedrich von Böttcher (1785–1857) und seiner Frau Juliane (Julie) Wilhelmine Charlotte von Buggenhagen (1797–1871) in Düsseldorf geboren. Am 31. Mai 1859 heiratete sie in Rüdesheim am Rhein den aus Kassel gebürtigen Düsseldorfer Landschafts- und Genremaler August von Wille, mit dem sie von 1859 bis 1862 in Weimar lebte und anschließend nach Düsseldorf zurückkehrte. Ihren gemeinsamen Sohn Fritz, der später auch ein bedeutender Landschaftsmaler wurde, gebar sie 1860. Noch vor der Rückkehr nach Düsseldorf kam ein zweiter Sohn zur Welt.
Als Privatschülerin von Karl Ferdinand Sohn und Ludwig Knaus bildete sie sich zur Malerin aus. Anschließend war sie Schülerin der französischen Tiermalerin Rosa Bonheur.
Mit Ruhende Jagdhunde stellte sie in der Jahresausstellung des Kunstvereins für die Rheinlande und Westfalen 1856/57 in Düsseldorf erstmals ein Gemälde aus. In den Ausstellungen der Düsseldorfer Kunsthandlungen Eduard Schulte und Bismeyer & Kraus war sie in der Folge regelmäßig mit „Tierstücken“ vertreten, so 1862 mit Fütterung. Für die Kölner Dombau-Lotterie wurden folgende Bilder angekauft: Nach der Jagd (1865), Hühnerhund (1877) und Auszug zur Jagd (1880). In der Breslauer Kunstausstellung 1871 zeigte sie Unnütze Beschäftigung, Der ungebetene Gast, Hundeportrait, Ulmer Dogge und Spielende junge Füchse.
Reproduktionen erschienen in illustrierten Magazinen der Zeit, so Ein unheimlicher Gast (eine Krähe attackiert zwei Hunde vor deren Hütte) als Holzstich in Schorers Familienblatt.

## Werke (Auswahl)

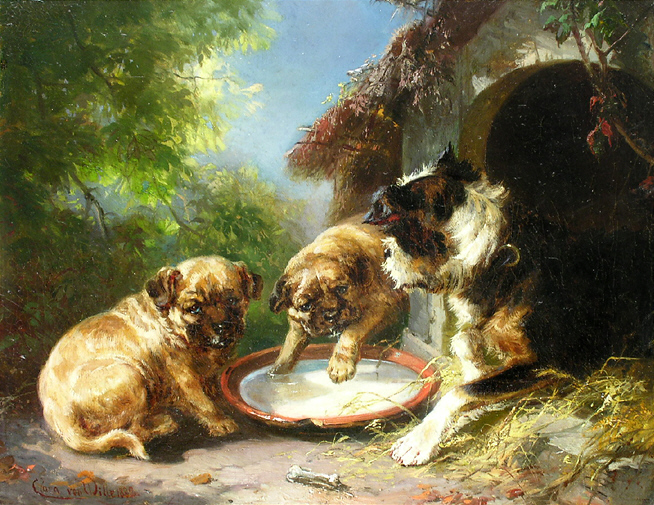
Hunde vor der Hütte, 1880

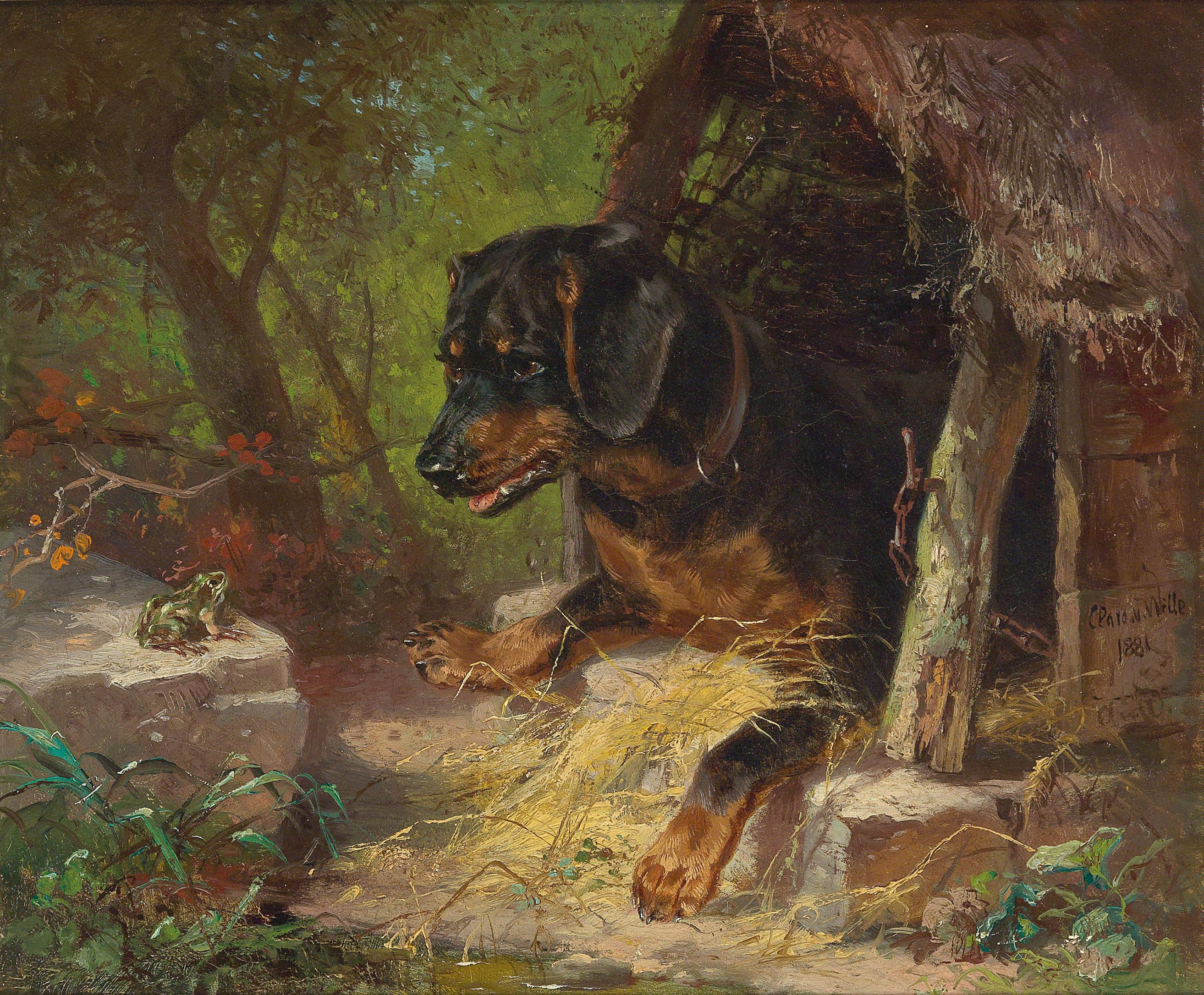
Unerwartete Begegnung (Der Frosch), 1881

Von Wille spezialisierte sich auf kleinformatige Tierdarstellungen. Ihr Markenzeichen war „die drolerieartige Schilderung von Tieren in ihrer häuslichen Umgebung“.
- Ungezogene Welpen, 1868
- Hundefamilie am Fressnapf vor der Hütte, 1871
- Hunde vor der Hütte, 1880
- Unerwartete Begegnung (Der Frosch), 1881
- Der einsame Wachhund, 1882